# Vägen tillbaka
För andra betydelser, se Vägen tillbaka (olika betydelser).
Vägen tillbaka, originaltitel Der Weg zurück, utgiven på svenska 1931, är en roman som är en uppföljare till På västfronten intet nytt av Erich Maria Remarque. Den handlar om vägen tillbaka för de soldater som överlevde första världskriget.